# دييغو روبيو (دراج)
دييغو روبيو (بالإسبانية: Diego Rubio)‏ هو دراج إسباني، ولد في 13 يونيو 1991 في نافالوينغا في إسبانيا.

## وصلات خارجية
- دييغو روبيو على موقع الاتحاد الدولي للدراجات (الإنجليزية)
- دييغو روبيو على موقع أرشيف الدراجات (الإنجليزية)
- دييغو روبيو على موقع إحصائيات الدراجات الإحترافية (الإنجليزية)
- دييغو روبيو على موقع نسبة الدراجات (الإنجليزية)